# Fuchs Bonifác Ferenc
Fuchs Bonifác Ferenc (Fuchsz) (Kőszeg, 1839. november 17. – Budapest, 1887. január 24.) teológiai doktor, benedek rendi főapáti titkár.

## Élete
1855. szeptember 8-án lépett a rendbe, 1861. augusztus 8-án tett fogadalmat. A pesti egyetemen végzett teológiai tanulmányai után 1863. január 11-én misés pappá szentelték fel, azután Pannonhalmán az egyházi jog és egyháztörténelem tanára, 1877-ben székesegyházi lelkész és főapáti titkár volt 1879-ig; ez évtől fogva a soproni rendház főnöke és ünnepnapi egyházi szónok. Utolsó éveiben Bakonybélben lakott. Budapesten hunyt el, ahová gyógykezelés céljából utazott.

## Művei
- Predigt beim feierlichen Erstlingsopfer des Leopold Fr. Bierbrauer Benidictiner... Gehalten in Güns, 26. Dec. 1864. Güns. 1865
- Egyházi beszéd, melyet nt. Bertalanffy Theodor Szombathelyen 1865. okt. 1. tartott újmiséje alkalmával mondott. Szombathely, 1865
- Egyházi beszéd, melyet ft. Szkalka Kandid aranymiséje alkalmával mondott 1873. szept. 28. Győr, 1873

Kézirati munkái: De declaratione Cleri Gallicani de 19. Mart. 1682. Dissertatio pro obtinendis gradibus theologicis a. 1865. Nestorianusok. Nizam 1873.
Álneve és monogramja: Faludi, F. B.
Cikkei jelentek meg a Tanodai Lapokban (I. 1858. A classica literatura s keresztyén érdekeink), a Kath. Néplapban (1866. Kruesz Krizostom életrajza) a Fehér Ipoly, Győrmegye egyetemes leirásában (1874. A pannonhalmi főapátság és főmonostor, A pannonhalmi főapátság elkülönített egyházterülete). A Szent-István társulat által kiadott Egyetemes magyar encyclopaediában 81 cikket irt az angol és francia nemes családokról, pápákról, vallásreformátorokról, az egyházi és világi történet valamint a földrajz köréből.